# Univers de Troy
Troy est l'univers dans lequel se déroule la bande dessinée Lanfeust de Troy, ainsi que de nombreuses autres œuvres.

## Chronologie des albums
- An 30 : Les Conquérants de Troy
- An 450 : Les Légendes de Troy - L’Heure de la Gargouille
- An 900 : Les Légendes de Troy - Voyage aux ombres
- An 1128 : Les Légendes de Troy - Tykko des sables
- An 1450 : Les Guerrières de Troy
- An 2600 : Les Légendes de Troy - Nuit Safran
- An 3200 : Les Légendes de Troy - L'Expédition d'Alunÿs
- An 3623 : Les Légendes de Troy - Plonéïs L'incertain
- An 3700 : Trolls de Troy
- An 4000 : Gnomes de Troy
- An 4010 : Lanfeust de Troy et Lanfeust Quest, Cixi de Troy, Lanfeust des Étoiles,
- An 4026 : Lanfeust Odyssey

## Œuvres composant l'univers de fiction

### Bandes dessinées
L'univers de Troy est actuellement composé de 80 volumes (hors encyclopédies et cartographie), dont 39 liés à l'histoire de Lanfeust.
Toutes ces bandes dessinées sont scénarisées par Christophe Arleston et publiées par Soleil Productions. Le nom indiqué avant le titre de la série est celui de son dessinateur.
- Didier Tarquin, Lanfeust de Troy, 8 volumes, 1994-2000 + le tome 9 paru en octobre 2021.
Cette série(-mère) raconte l'histoire d'un forgeron (Lanfeust) un peu naïf qui va découvrir le pouvoir magique absolu au contact de l'ivoire du Magohamoth.
- Jean-Louis Mourier, Trolls de Troy, 26 volumes, depuis 1997.
Cette série raconte les aventures d'une famille trolle à une époque où les trolls étaient encore présent en grand nombre. Cette série se passe 300 ans avant le cycle de Lanfeust de Troy.
- Didier Tarquin, Lanfeust des Étoiles, 8 volumes, 2001-2008.
Suite directe de Lanfeust de Troy. Bien que ne se passant pas sur Troy, elle permet de glaner quelques informations sur le monde de Troy (comme l'origine du nom de Troy, l'origine du Magohamoth, etc.).
- Ciro Tota, Les Conquérants de Troy, 4 volumes, depuis 2005.
Cette série raconte la colonisation forcée de Troy.
- Ludolullabi, Lanfeust Quest, 5 volumes, 2007-2010.
Version « manga » de Lanfeust de Troy.
- Divers dessinateurs, Légendes de Troy, 9 volumes, depuis 2009.
Cette série raconte des aventures se passant sur Troy dans des styles et des époques à la convenance des auteurs. Elle permet à Arleston de travailler avec des dessinateurs le temps d'un album ou d'une série limitée d'albums.
- Olivier Vatine, Cixi de Troy, 3 tomes, depuis 2009
Contemporaine de Lanfeust de Troy, cette série suit les aventures de Cixi, une amie de Lanfeust.
- Didier Tarquin, Lanfeust Odyssey, 10 volumes, depuis 2009.
Suite directe de Lanfeust des Étoiles.
- Dany, Les Guerrières de Troy, 2 volumes, depuis 2010.
- Lanfeust, il était une fois Troy, Soleil, 2009[1].

#### Gnomes de Troy
Gnomes de Troy est une série de bande dessinée composée de gags et d'histoires courtes. La série imagine, sur le modèle du Petit Spirou, la jeunesse des personnages humains de Lanfeust de Troy (Lanfeust, Ci'an, Cixi, etc.), créé par le même duo d'auteurs.
Publiée dans le mensuel Lanfeust Mag lancé par les éditions Soleil en 1998, elle a fait l'objet d'un premier album en 2000, puis de trois autres publiés entre 2010 et 2014.
Frédéric Potet, dans le quotidien Le Monde, remarque en 2011 une multiplication des préquelles montrant des versions juvéniles de héros et d'héroïnes de bandes dessinées franco-belges classiques, dans la lignée du P'tit Spirou de Tom et Janry. Il rattache Gnomes de Troy à cette tendance à mettre en scène des personnages enfantins.
Albums de la série
- Gnomes de Troy, Soleil :

1. Humour rural, juillet 2000  (ISBN 2-87764-891-5). Réédition augmentée de onze gags et amputée d'une histoire courte en juillet 2007[3].
2. Sales mômes, décembre 2010  (ISBN 2-30201-350-6).
3. Même pas peur, mai 2011  (ISBN 2-30201-611-4).
4. Trop meugnon, janvier 2014  (ISBN 978-2302025011).

- Gnomes de 3d : Best of humour 3D, Soleil, 2015  (ISBN 9782302045255).
- Gnomes de Troy : Morceaux choisis !, Soleil, 2010  (ISBN 9782302011908).

### Fictions sonores
Lanfeust de Troy, adaptation des bandes dessinées, Blynd, 2022.

### Encyclopédies
- Arleston et Tarquin, Cartographie illustrée du monde de Troy, Soleil, 1998  (ISBN 287764720X). Réédition augmentée, 2003  (ISBN 2-84565-557-6).
- Arleston et Tarquin, Encyclopédie anarchique du monde de Troy, Soleil :

1. Encyclopédie anarchique du monde de Troy, 1999  (ISBN 2-87764-919-9). Réédition sous le titre« Données essentielles, 2011  (ISBN 978-2-302-01707-8).
2. Les Trolls, 2003  (ISBN 2-84565-015-9).
3. Le Bestiaire, 2003  (ISBN 2-84565-397-2).

### Jeux de rôle sur table
- Jeu d'aventure de Lanfeust et du monde Troy (2005)

### Livres

#### Novélisations deLanfeust de Troy(parPatrick BauwenetChris Debien)
1. L'Ivoire du Magohamoth. Paris : Hachette, 2003, 284 p.  (ISBN 2-01-200869-0). Rééd. Hachette, 2003, 252 p. (Bibliothèque verte ; 781).  (ISBN 2-01-200864-X)
2. Thanos l'incongru. Paris : Hachette, 2003, 252 p. (Bibliothèque verte ; 782).  (ISBN 2-01-200865-8)
3. Castel Or-Azur. Paris : Hachette, 2004, 189 p. (Bibliothèque verte ; 783).  (ISBN 2-01-200897-6)
4. Le Paladin d'Eckmühl. Paris : Hachette, 2004, 174 p. (Bibliothèque verte ; 784).  (ISBN 2-01-200944-1)
5. Le Frisson de l'haruspice. Paris : Hachette, 2005, 188 p. (Bibliothèque verte ; 785).  (ISBN 2-01-201038-5)
6. Cixi impératrice. Paris : Hachette, 2005, 186 p. (Bibliothèque verte ; 786).  (ISBN 2-01-201103-9)
7. Les Pétaures se cachent pour mourir. Paris : Hachette, 2006, 190 p. (Bibliothèque verte ; 787).  (ISBN 2-01-201162-4)
8. La Bête fabuleuse. Paris : Hachette, 2006, 189 p. (Bibliothèque verte ; 788).  (ISBN 2-01-201174-8)

#### Autres livres
- Le Voyageur de Troy. Entretiens avec Christophe Arleston, Soleil productions, 2008.  (EAN 9782302001893)

### Magazines
- Lanfeust Mag (1998-2019)[7].
Magazine publiant des bandes dessinées sur Troy mais aussi d'autres bandes dessinées de Soleil Productions.

### Statuettes et figurines
- Statuettes d'Hébus, Cixi et Nicolède (Fariboles Productions) sorties en 1999
- Statuette de Cixi en résine (Leblon-Delienne) sortie en 2000
- Statuette d'Hébus en résine (Leblon-Delienne) sortie en 2002
- Dix figurines en plomb des personnages Lanfeust de Troy (DéCoToys) sorties en 2002
- Deux statues d'Hébus en métal (Skull-T) sorties en 2002
- Statuette de Lanfeust chevauchant Sphax en résine (Leblon-Delienne) sortie en 2008

### Jeux vidéo
- Trolls de Troy : La Cité de la mort rose, sur PC (2007).
- Lanfeust de Troy, sur Nintendo DS (2007).

## Conception
Christophe Arleston, créateur du monde de Troy, s'inspire de la mythologie grecque et des contes et légendes classiques pour créer son univers. Au moment de la création de Lanfeust de Troy, il n'avait pas lu Tolkien et ne connaissait que vaguement les stéréotypes de la fantasy via un groupe d'amis qui jouaient au jeu de rôle sur table Donjons et Dragons, mais il n'en était pas spécialement amateur lui-même. La création et l'approfondissement de l'univers de Troy recourent à l'imaginaire cartographique, souvent utilisé pour la conception d'univers de fantasy. Au début, Arleston s'inspire notamment d'une carte de l'Asie du XVIIe siècle héritée de ses grands-parents. Il part souvent de la carte du monde de Troy pour imaginer les scénarios de futurs albums.

## Accueil
Le grand succès de la bande dessinée Lanfeust de Troy entraîne le développement de nombreuses autres œuvres dans le même univers. En 2014, pour les vingt ans de la franchise, Libération note que les bandes dessinées du monde Troy ont fait la fortune de l'éditeur Soleil et de leurs auteurs. Après trente ans, de 1994 à 2024, Lanfeust donne lieu à 27 tomes, trois grands cycles, 45 albums dans une demi-douzaine de séries dérivées, une collection d'aventures annexes, un magazine, une encyclopédie, un jeu de rôle sur table. Pendant ces trente ans, les ventes s'élèvent à 12 millions d'albums. Les produits dérivés incluent également des figurines et des jeux. Un site Internet officiel, Lanfeust.com, est créé et tenu à jour pour mettre en valeur la franchise.

## Analyses
L'expansion de l'univers de Troy à partir de la bande dessinée Lanfeust donne lieu à plusieurs études portant souvent sur tel ou tel type d'adaptation. Ainsi, l'adaptation du premier cycle de la bande dessinée en romans pour la jeunesse est replacée dans le contexte de la publication de novélisations de bandes dessinées à destination d'un jeune public, avec différentes possibilités dans les références entre œuvres, le réemploi d'images et l'invention par les romans de détails ou d'aventures entières par rapport aux BD d'origine. L'adaptation de la BD en série de fictions audio implique une réflexion sur le redécoupage de l'histoire en épisodes et le passage de l'histoire en images à un univers sonore.